# Louis Crespel
Ne doit pas être confondu avec Louis Crespel-Dellisse.
Pour les articles homonymes, voir Crespel.

Léonce Legendre (1831-1894), Portrait du Capitaine Louis Crespel, 1877 (Tournai, Musée des Beaux-Arts)

Le capitaine Louis Crespel, né le 4 décembre 1838 à Tournai et mort le 25 janvier 1878 à Zanzibar, est un officier belge, pionnier de l'exploration en l'Afrique centrale.

## Historique
Louis Crespel est le fils de Jean François Crespel, boulanger, et d'Augustine Depret.
Il fait ses études secondaires à l'Athénée de Tournai avant de s'engager dans l'armée belge. Il intègre l'École royale militaire le 19 janvier 1857 et en sort sous-lieutenant en 1859. Il est affecté au 2e régiment de Ligne, puis, en 1861, est détaché au dépôt de la guerre. Il réintègre son régiment en 1869. Il est promu capitaine de 3e classe en 1871 et est admis à l'École de Guerre le 23 septembre 1873. Il en sort breveté adjoint d'état-major et affecté au 2e régiment de Ligne en 1877.
Il sollicite alors son engagement à l'Association Internationale Africaine qui venait d'être créée en 1876 sous le haut patronage du roi Léopold II. Le but de cette association consistait dans l'exploration de l'Afrique centrale et dans l'envoi de missions visant à répandre la civilisation. Pour ce faire, il est détaché à l'Institut cartographique militaire à l'ancienne abbaye de la Cambre. 
En 1877, il est mis à la tête de la première expédition belge en Afrique centrale. La tâche qui lui est assignée est de créer une station sur la rive orientale du lac Tanganyka. On lui adjoint le lieutenant Cambier du 8e régiment de ligne, Arnold Maes, docteur en sciences naturelles de l'Université de Louvain et le major autrichien Marno déjà connu pour ses explorations au Soudan.
Il est entre-temps nommé membre de la Société royale belge de géographie et membre correspondant de la Société de géographie d'Anvers.
Les Belges débarquent à Zanzibar en décembre 1877. Le 15 janvier 1878, Maes meurt d'une insolation. Le 22 janvier 1878, Crespel est pris d'une fièvre violente. Malgré les soins d'un médecin britannique, le Dr. Robb, Crespel meurt à l'hôpital de Zanzibar,. C'est le lieutenant Cambier qui prendra la relève pour mener l'exploration belge au lac Tanganyka.

## Hommage
Un monument Crespel square du Solbosch, à Ixelles, rappelle son nom comme celui du :
« premier Belge mort en Afrique ». Il y a également une « rue capitaine Crespel » à Ixelles